# Les Quatre Saisons (Boule et Bill)
Pour les articles homonymes, voir Les Quatre Saisons (homonymie).
Les Quatre Saisons est le 28e album de la série de bande dessinée Boule et Bill de Jean Roba. L'ouvrage est publié en 2001 ; il porte le numéro 28 à la suite de la renumérotation de la série par l’éditeur. C'est le dernier album de la série dessiné par l'auteur, qui prend sa retraite en 2003.

## Présentation de l'album
Les personnages sont aux prises avec les épisodes du quotidien à travers les quatre saison : l'hibernation de Caroline, la migration des oiseaux, les vacances et les giboulées...

## Personnages principaux
- Boule, le jeune maître de Bill.
- Bill, le cocker roux susceptible et farceur.
- Caroline, la tortue, amoureuse de Bill.
- Pouf, le meilleur ami de Boule
- Les parents de Boule.

### Articles externes
- « Boule et Bill -28- Les quatre saisons », sur bedetheque.com.
- Boule et Bill - Tome 28 : Les Quatre Saisons sur dargaud.com (consulté le 13 mars 2022).